# Hôtel Lambert (budynek)

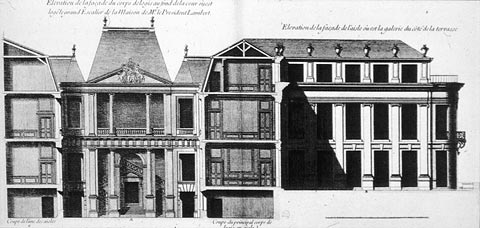
Hôtel Lambert w 1656 roku

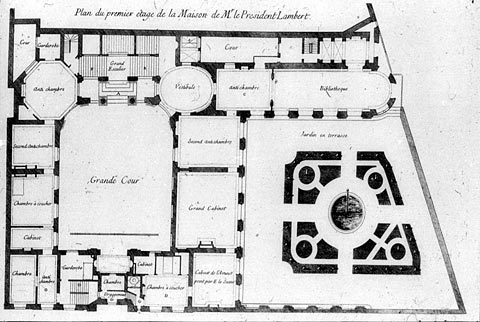
Rzut pierwszego piętra według Louis Le Vau z 1640 r.

Hôtel Lambert – hôtel particulier w Paryżu, na Wyspie Świętego Ludwika. W latach 1843–1975 własność książąt Czartoryskich; główny ośrodek Wielkiej Emigracji i emigracyjnego obozu politycznego Hôtel Lambert.

## Historia
Wyspa Świętego Ludwika stanowiła niegdyś podmiejskie pastwisko. Od XVII w. rozpoczęła się jej zabudowa rezydencjami. Od XIX w. stała się centrum Polonii.
Budynek pochodzi z I poł. XVII w. Budowano go w latach 1640-1644 według projektu wybitnego architekta Louisa Le Vau. Wnętrza w stylu barokowym są dziełem Charles’a Le Bruna (Galeria Herkulesa) i Eustache’a Lesueura.
Pierwszym właścicielem budynku był Jean-Baptiste Lambert de Thorigny, finansista i sekretarz króla Ludwika XIII. Do rodziny Czartoryskich należał od 1843, kiedy kupił go książę Adam Jerzy Czartoryski, który dowiedział się, przez Fryderyka Chopina, o wystawionym na sprzedaż, dość zrujnowanym, budynku na wyspie św. Ludwika.
Odtąd przez przeszło 100 lat w budynku ogniskowało się życie sporej części polskiej emigracji. Rezydencja pełniła nie tylko funkcję domu mieszkalnego, ale stała się ważnym ośrodkiem emigracji po powstaniu listopadowym. Od nazwy siedziby księcia Adama Czartoryskiego nazwę wziął obóz polityczny działający na emigracji od 1831.
W rezydencji bywali: Fryderyk Chopin, Juliusz Kossak, Juliusz Słowacki i Adam Mickiewicz, a także Cyprian Kamil Norwid, malarz Henryk Rodakowski, historycy Walerian Kalinka i Julian Klaczko oraz wielu innych. W okresie swojej świetności budynek był traktowany jako nieoficjalne przedstawicielstwo dyplomatyczne Polski. W czasie powstania styczniowego pełnił funkcję ministerstwa spraw zagranicznych władz powstańczych. Przez ponad połowę XIX w. w budynku działała szkoła, zwana Instytutem Panien Polskich, przez którą przewinęło się ponad 600 uczennic.
W okresie wojny francusko-pruskiej i komuny paryskiej wszystkie zbiory dzieł sztuki zostały przeniesione do Muzeum Książąt Czartoryskich w Krakowie.

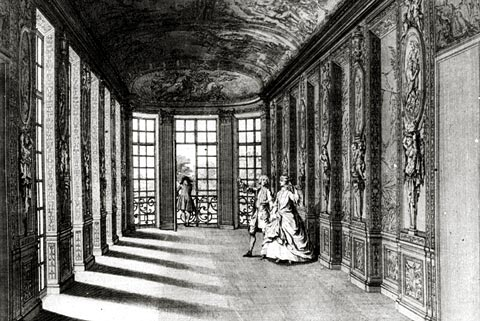
Galeria Herkulesa w Hôtelu Lambert. Miedzioryt Bernarda Picart'a, 1713–1719

W czasie, kiedy rezydencja należała do rodziny Czartoryskich, była ona miejscem rozmów dyplomatycznych, spotkań służących promowaniu sprawy polskiej w Europie, a także zabaw i przyjęć wydawanych z różnych okazji. W niej też ustalano kierunki działania obozu politycznego skupionego wokół Adama Jerzego, a następnie Władysława Czartoryskiego. Opracowywano strategie, mające przyspieszyć odzyskanie przez Polskę niepodległości.
W Hôtelu Lambert urodził się 2 sierpnia 1858 książę August Franciszek Czartoryski, który został ochrzczony w pałacowej kaplicy.
Rodzina Czartoryskich posiadała budynek do 1975, kiedy kupił go baron Guy de Rothschild. Po zapowiedzi sprzedaży rezydencji przez barona Guy de Rothschilda w 2007 środowiska polonijne jak i polscy parlamentarzyści bezskutecznie zabiegali w polskim rządzie o kupno budynku z przeznaczeniem go na ośrodek polski w Paryżu.
Hôtel Lambert został zakupiony przez członka rodziny królewskiej Kataru, Hamada ibn Abd Allaha Al Saniego, za 80 milionów euro. Zamierzał on dokonać znacznych zmian w budynku, co zostało zawetowane przez paryskiego konserwatora zabytków. Ostatecznie na przebudowę w ograniczonym zakresie zezwoliła francuska minister kultury.
10 lipca 2013 roku około godziny 1:30 w budynku wybuchł pożar. W akcję gaszenia zaangażowanych było ponad 140 strażaków. Zawalił się dach i schody wewnątrz budynku, a jeden strażak został ranny.
W lutym 2022 pałac kupił Xavier Niel za kwotę ponad 200 milionów euro.